# Tiopurin
Tiopurinski lekovi su purinski antimetaboliti. Oni nalaze široku primenu u lečenju akutne limfocitne leukemije, autoimunskih poremećaja (npr., Kronova bolest, reumatoidni artritis), i kod primalaca transplanta organa.
Metabolizam tiopurina je posredovan enzimom S-metiltransferaza.